# オズボーンズ
『オズボーンズ』（The Osbournes）は、アメリカの音楽専門チャンネル・MTVの人気番組。日本ではMTVジャパンで、「オズボーンズ」の題名で放送されていた。

## 概要
カリスマ的な人気を誇る伝説的なロックミュージシャン、オジー・オズボーンとその一家（とペットたち）のビバリーヒルズの豪邸でのハチャメチャな日常生活を追った、MTVのリアリティ番組。2002年の放映開始後に世界的な人気を獲得、家族揃って世界中のお茶の間におなじみの存在になった。
2005年3月（アメリカ国内）に、高い人気を保ったまま放映終了したが、その後も特番形式で数回に渡り放映されている。

## オズボーン一家
番組内で有名になった“放蕩娘”のケリー・オズボーンは、2002年にシンガーとしてデビューを果たしている。彼女とオジーのデュエット「Changes」（ブラック・サバスのカヴァー）はアメリカやイギリスで大ヒットとなった。
妻で敏腕マネージャーのシャロンや息子のジャックもこの番組で有名となり、イギリス内ではシャロンがゲスト出演する番組や「ジャックに減量させる番組」が放送されている。
なお、長女のエイミーはケリーと異なり常識人とされているが（2人と違い太っておらずルックスも良い。そのためか雑誌では弟や妹の体格に対する棘のある発言が度々見られる）、この番組を嫌って殆ど出演していない。

## 特徴

### 放送禁止用語
放送禁止用語があまりにも多いことで知られ、シリーズを重ねるごとにそれはお約束となった。特に、家族での会話は揃って英語圏における放送禁止用語である"Fuck"を何にでもつけるため、英語の放送では「ピー」音が3秒に1回（怒っている時などは1秒に1回）挿入されている有様である。アメリカでの放送ではピー音が入るが、カナダ、イギリスではそのまま放送された。